# Condado de DeWitt (Texas)
El Condado de DeWitt es uno de los 254 condados del estado estadounidense de Texas. La sede del condado es Cuero, al igual que su mayor ciudad. El condado tiene un área de 2.358 km² (de los cuales 3 km² están cubiertos por agua) y una población de 20.013 habitantes, para una densidad de población de 8 hab/km² (según censo nacional de 2000). Este condado fue fundado en 1846.

## Demografía
Para el censo de 2000, había 20.013 personas, 7.207 cabezas de familia, y 5.131 familias residiendo en el condado. La densidad de población era de 22 habitantes por milla cuadrada.
La composición racial del condado era:
- 76,42% blancos
- 11,04% negros o negros americanos
- 0,54% nativos americanos
- 0,21% asiáticos
- 0,02% isleños
- 10,01% otras razas
- 1,75% de dos o más razas.

Había 7.207 cabezas de familia, de las cuales el 31,00% tenían menores de 18 años viviendo con ellas, el 55,10% eran parejas casadas viviendo juntas, el 11,80% eran mujeres cabeza de familia monoparental (sin cónyuge), y 28,80% no eran familias.
El tamaño promedio de una familia era de 3 miembros.
En el condado el 23,80% de la población tenía menos de 18 años, el 7,00% tenía de 18 a 24 años, el 27,10% tenía de 25 a 44, el 23,30% de 45 a 64, y el 18,90% eran mayores de 65 años, La edad promedio era de 40 años, Por cada 100 mujeres había 105,50 hombres, Por cada 100 mujeres mayores de 18 años había 105,20 hombres.

## Economía
Los ingresos medios de una cabeza de familia el condado eran de $28.714 y el ingreso medio familiar era $33.513. Los hombres tenían unos ingresos medios de $27.134 frente a $18.370 de las mujeres. El ingreso per cápita del condado ara de $14.780. El 15,30% de las familias y el 19,60% de la población estaban debajo de la línea de pobreza. Del total de gente en esta situación, 25,50% tenían menos de 18 y el 16,50% tenían 65 años o más.